# 아다치 나오히사
아다치 나오히사(일본어: 足立 直久, 1970년 9월 18일 ~ )는 일본의 배우이다. 효고현 출신. 배우, 모델의 사타로는 친동생에게 맞는다.

## 출연작

### TV 드라마
- 1996년 ~ 1997년 비 파이터 카부토 - 타치바나 켄고 역